# Alexander Thieme
Alexander Thieme (República Democrática Alemana, 13 de enero de 1954-29 de noviembre de 2016) fue un atleta alemán, especializado en la prueba de 4 x 100 m en la que llegó a ser subcampeón olímpico en 1976.

## Carrera deportiva
En los JJ. OO. de Montreal 1976 ganó la medalla de plata en los relevos 4 x 100 metros, con un tiempo de 38.66 segundos, llegando a meta tras Estados Unidos (oro) y por delante de la Unión Soviética (bronce), siendo sus compañeros de equipo: Jörg Pfeifer, Klaus-Dieter Kurrat y Manfred Kokot.